# Podleśna (Dobre Miasto)
Podleśna (deutsch Klingerswalde) ist ein Dorf in der polnischen Woiwodschaft Ermland-Masuren. Es gehört zur Stadt-und-Land-Gemeinde Dobre Miasto (Guttstadt) im Powiat Olsztyński (Kreis Allenstein).

## Geographische Lage
Podleśna liegt in der nordwestlichen Woiwodschaft Ermland-Masuren, 21 Kilometer südlich der früheren Kreisstadt Heilsberg (polnisch Lidzbark Warminski) bzw. 18 Kilometer nördlich der heutigen Kreismetropole und auch Woiwodschaftshauptstadt Olsztyn (deutsch Allenstein).

## Geschichte
Das noch bis nach 1820 Klingerswald genannte Dorf wurde 1874 als Landgemeinde Klingerswalde in den neu errichteten Amtsbezirk Noßberg (polnisch Orzechowo) aufgenommen. Dieser bestand bis 1945 und gehörte zum Kreis Heilsberg im Regierungsbezirk Königsberg in Ostpreußen.
Im Jahre 1910 waren in Klingerswalde 703 Einwohner gemeldet. Ihre Zahl belief sich 1933 auf 571 und 1939 auf 523.

## Religion
Podleśna gehört heute wie Klingerswalde bereits vor 1945 zur römisch-katholischen Kirche in Jesionowo (Eschenau), heute im Erzbistum Ermland gelegen.
Bis 1945 war Klingerswalde auch in die damalige evangelische Kirche in Guttstadt (Dobre Miasto) in der Kirchenprovinz Ostpreußen der Kirche der Altpreußischen Union eingepfarrt. Heute ist Podleśna der Diözese Masuren der Evangelisch-Augsburgischen Kirche in Polen zugeordnet.

## Verkehr
Podleśna liegt an einer Nebenstraße, die südlich der Stadt Dobre Miasto von der Landesstraße 51 abzweigt und über Jesionowo (Eschenau) und Tuławki (Tollack) nach Barczewko (Alt Wartenburg) führt.
Eine Bahnanbindung besteht nicht.

## Persönlichkeiten
- Anton Schlegel (* 21. November 1879 in Klingerswalde), wurde als Homosexueller in der Zeit des Nationalsozialismus  verfolgt und verhaftet. Er beging am 13. August 1938 im Kölner Klingelpütz-Gefängnis Selbstmord. An ihn  erinnert ein Stolperstein in der Kurfürstenstraße 9 in Köln

- August Grunau (* 12. Juli 1881 in Klingerswalde), deutscher Gewerkschaftler und Politiker (Zentrumspartei) († 1931)